# Les Salles-du-Gardon
Les Salles-du-Gardon är en kommun i departementet Gard i regionen Occitanien i södra Frankrike. Kommunen ligger i kantonen La Grand-Combe som tillhör arrondissementet Alès. År 2022 hade Les Salles-du-Gardon 2 403 invånare.

## Befolkningsutveckling
Antalet invånare i kommunen Les Salles-du-Gardon
Referens:INSEE